# Hinterer Bruch südlich Heppenheim
Hinterer Bruch südlich Heppenheim este o arie protejată (arie specială de conservare — SAC, sit de importanță comunitară — SCI) din Germania întinsă pe o suprafață de 16,94 ha, integral pe uscat.

## Localizare
Centrul sitului Hinterer Bruch südlich Heppenheim este situat la coordonatele 49°37′30″N 8°38′20″E / 49.625°N 8.6389°E.

## Înființare
Situl Hinterer Bruch südlich Heppenheim a fost declarat sit de importanță comunitară în noiembrie 2004 pentru a proteja 1 specie de animale. Situl a fost protejat și ca arie specială de conservare în martie 2008.

## Biodiversitate
Situată în ecoregiunea continentală, aria protejată nu include niciun habitat protejat.
La baza desemnării sitului se află o specie protejată de  amfibieni: triton cu creastă (Triturus cristatus).
Pe lângă speciile protejate, pe teritoriul sitului au mai fost identificate 1 specie de amfibieni, 1 specie de reptile.